# Sphenomorphus granulatus
Sphenomorphus granulatus — вид сцинкоподібних ящірок родини сцинкових (Scincidae). Ендемік Папуа Нової Гвінеї.

## Поширення і екологія
Sphenomorphus granulatus мешкають на півострові Папуа на південному сході Нової Гвінеї, а також на островах Фергюссон і Норманбі в групі островів Д'Антркасто. Вони живуть у вологих тропічних лісах, на висоті до 1000 м над рівнем моря.